# Étienne-Simon Thomé
Pour les articles homonymes, voir Thomé.
Étienne-Simon Thomé, né le 19 février 1753 à Coulommiers (Seine-et-Marne) et mort le 6 juin 1831 à Paris (7e arrondissement ancien), est un officier de gendarmerie français.

## Biographie
Fils d'un marchand épicier, il sert pendant quinze ans comme lieutenant de cavalerie sous l'ancien régime. Membre du conseil municipal de Coulommiers, il représente comme électeur le district de Rozay-en-Brie aux élections départementales de 1790, au cours desquelles il est élu membre du directoire du département de Seine-et-Marne. En 1791, la notoriété acquise à ce poste lui vaut d'être élu député suppléant du département à l'Assemblée nationale législative.
Il réintègre ensuite la carrière des armes. En 1793, il est lieutenant à la Première division de gendarmerie, en poste en Seine-et-Marne, avant d'être promu capitaine en l'an II. Lors de la réorganisation de la gendarmerie en l'an IX, il est nommé commandant de la compagnie de gendarmerie départementale de Seine-et-Marne à la résidence de Melun.
Il envoya de nombreux rapports au ministre de la guerre Clarke, duc de Feltre, durant la Campagne de France de 1814, annotant notamment les tableaux renfermant les détails des arrestations (civiles ou militaires, conscrits réfractaires ou déserteurs) qu’il est censé envoyer tous les trois jours au préfet de ce même département et n’hésitant pas à s’attarder sur les faits qui lui semblent mériter un plus large développement. La production documentaire abondante et détaillée adressée par le capitaine Thomé à sa hiérarchie a été utilisée par les historiens comme une source appréciée pour l'étude de l'invasion de 1814.
Relevé de ses fonctions lors de la Première Restauration, il est remplacé à son poste par le lieutenant Guibourg, nommé capitaine à titre provisoire pour lui succéder. Le mobile de l'éviction du capitaine Thomé est équivoque : plus que par des raisons politiques, celle-ci est sans doute justifiée par son âge avancé. Thomé est admis, à compter du 30 octobre 1814, à bénéficier de la retraite de chef d'escadron, à laquelle son ancienneté de grade et de services (39 ans et neuf mois) lui donnait droit.

## Source bibliographique
- La Révolution française, revue d'histoire contemporaine, 1887, volume 13, p.309, notice sur Étienne-Simon Thomé, député suppléant à l’Assemblée nationale législative.